# Neurogene pijn
Neurogene pijn is pijn ten gevolge van een niet goed functionerend zenuwstelsel, bijvoorbeeld door neuropathie of door ingroei van een tumor in een zenuw, uitval van zenuwfunctie bij behoud van continuïteit van de zenuw, doorsnijding van een zenuw of de tijdelijke pijn door mechanische invloed of door epilepsie. Neurogene pijn is veelomvattender dan neuropathische pijn, laatstgenoemde omvat namelijk niet tijdelijke pijn door tijdelijke verstoringen van het zenuwstelsel. In de praktijk worden de begrippen neuropathische en neurogene pijn vaak door elkaar gebruikt. Voorbeelden zijn trigeminusneuralgie, diabetische neuropathie en ook fantoompijn. 
Bij pijnbestrijding valt op dat dit soort pijn meestal slecht reageert op de gebruikelijke middelen die worden gegeven bij nociceptieve pijn, zoals paracetamol, NSAIDs en opiaten. Andere middelen, vaak middelen die ook wel voor klinische depressie, epilepsie of hartritmestoornissen worden gegeven, werken daarentegen vaak beter, zoals amitriptyline, carbamazepine, gabapentine, pregabaline en lidocaïne. Overige middelen zijn corticosteroïden en baclofen.